# Maxime Daniel
Maxime Daniel (Rennes, Francia, 5 de junio de 1991) es un ciclista francés que fue profesional entre 2013 y 2019.
Debutó como profesional en 2013 con el equipo Sojasun, aunque previamente ya había estado en ese equipo como aprendiz. Tras la desaparición del equipo fichó por el Ag2r La Mondiale en 2014.
En agosto de 2019 anunció su retirada como ciclista profesional al término de la temporada para dedicarse a la agricultura.

## Palmarés
2012
- ZLM Tour
- 2 etapas de la Boucle de l'Artois

2013
- 1 etapa de la Vuelta a Portugal

2019
- 1 etapa de la Vuelta a la Comunidad de Madrid[3]